# Hulda (segelfartyg)
Hulda är ett k-märkt svenskt segelfartyg.
Hulda byggdes, riggad som en skonare, på Sjötorps varv i Sjötorp 1905 för ett partrederi på Donsö för att användas för stenfrakter. Hon gick i fraktfart till 1965, med Skillinge som hemmahamn 1916–1931 samt Gullholmen och Grundsund 1931–1965.